# Mika og Tobias
Mika og Tobias er en duo bestående af to danske sangere/youtubere. Duoen har udgivet en række sange uploaded på YouTube, herunder sangen "Ikke mere mælk", der har opnået 14 mio. visninger på videotjenesten. Musikken distribueres endvidere via Spotify og iTunes.
Mika og Tobias' sang/reklamevideo for Legoland, "Landet af Lego" modtog prisen for "Årets reklame" - en af tretten priser  ved Splay Danmarks Guldtuben 2018.
Mika og Tobias har mødt hinanden på Mariager Efterskole i frikirke-sammenhæng.

## Singler
- "Ikke mere mælk"
- "Av min tå"
- "Landet af Lego"
- "Sodadisco" (feat. Casper Harding)/Spørg Casper
- "Det er okay"
- "Skovtur"
- "Ryst din krop"
- "Nu det jul"
- "300 tusum" (Alexander Husum feat. Mika og Tobias, Niki Topgaard, Armin/Armin Merusic, Guld Dennis, Eiqu Miller)
- "Gør en forskel"
- "Mika og tobias"
- "Turbo skak"
- "EU sangen"
- "Børnearbejde"
- "Slap af"
- "Appelsiner"
- "Technotirsdsg"
- ”Musikkens Magi”